# Daniil Tarasov (ishockeymålvakt)
Daniil Vadimovitj Tarasov, ryska: Даниил Вадимович Тарасов, född 27 mars 1999, är en rysk professionell ishockeymålvakt som är kontrakterad till Columbus Blue Jackets i National Hockey League (NHL) och spelar för Cleveland Monsters i American Hockey League (AHL).
Han har tidigare spelat för Salavat Julajev Ufa i Kontinental Hockey League (KHL); Ässät i Liiga; HK Toros Neftekamsk i Vyssjaja chokkejnaja liga (VHL) samt Tolpar Ufa i Molodjozjnaja chokkejnaja liga (MHL).
Tarasov draftades av Columbus Blue Jackets i tredje rundan i 2017 års draft som 86:e spelare totalt.
Han är son till Vadim Tarasov, som själv var ishockeymålvakt och spelade bland annat i KHL under sin spelarkarriär.